# Хохотуйське сільське поселення
Хохоту́йське сільське поселення (рос. Хохотуйское сельское поселение) — сільське поселення у складі Петровськ-Забайкальського району Забайкальського краю Росії.
Адміністративний центр та єдиний населений пункт — село Хохотуй.

## Населення
Населення сільського поселення становить 1429 осіб (2019; 1590 у 2010, 1846 у 2002).